# Sławacinek Nowy (gromada)
Sławacinek Nowy (w latach 1970. Nowy Sławacinek; do 31 XII 1961 Styrzyniec) – dawna gromada, czyli najmniejsza jednostka podziału terytorialnego Polskiej Rzeczypospolitej Ludowej w latach 1954–1972.
Gromady, z gromadzkimi radami narodowymi (GRN) jako organami władzy najniższego stopnia na wsi, funkcjonowały od reformy reorganizującej administrację wiejską przeprowadzonej jesienią 1954 do momentu ich zniesienia z dniem 1 stycznia 1973, tym samym wypierając organizację gminną w latach 1954–1972.
Gromadę Sławacinek Nowy z siedzibą GRN w Sławacinku Nowym utworzono 1 stycznia 1962 w powiecie bialskim w woj. lubelskim w związku z przeniesieniem siedziby gromady Styrzyniec ze Styrzyńca do Sławacinka Nowego i zmianą nazwy jednostki na gromada Sławacinek Nowy; równocześnie, do nowo utworzonej gromady Sławacinek Nowy włączono obszar zniesionej gromady Sitnik w tymże powiecie, a także wieś Surmacze i osadę leśną Krasne ze znoszonej gromady Dołha w powiecie radzyńskim w tymże województwie (te ostatnie de jure już 31 grudnia 1961, mimo że gromada Sławacinek Nowy powstała dopiero dzień później).
1 stycznia 1967 z gromady Sławacinek Nowy wyłączono wieś Zaberbecze, włączając ją do gromady Leśna Podlaska w tymże powiecie.
W latach 1970. obowiązywała nazwa gromada Nowy Sławacinek.
Gromada przetrwała do końca 1972 roku, czyli do kolejnej reformy gminnej.